# 圣里朗
圣里朗（法語：Saint-Rirand，法語發音：[sɛ̃ ʁiʁɑ̃]）是法国卢瓦尔省的一个市镇，位于该省西北部，属于罗阿讷区。

## 地理
圣里朗（46°4'34"N, 3°50'55"E）面积16.43 平方千米，位于法国奥弗涅-罗讷-阿尔卑斯大区卢瓦尔省，该省份为法国中南部省份，北起顺时针与索恩-卢瓦尔省、罗讷省、伊泽尔省、阿尔代什省、上盧瓦爾省、多姆山省和阿列省接壤。
与圣里朗接壤的市镇（或旧市镇、城区）包括：圣尼科拉代比耶夫、昂比耶勒、莱诺、勒奈松、圣博内德卡尔、旧圣昂。

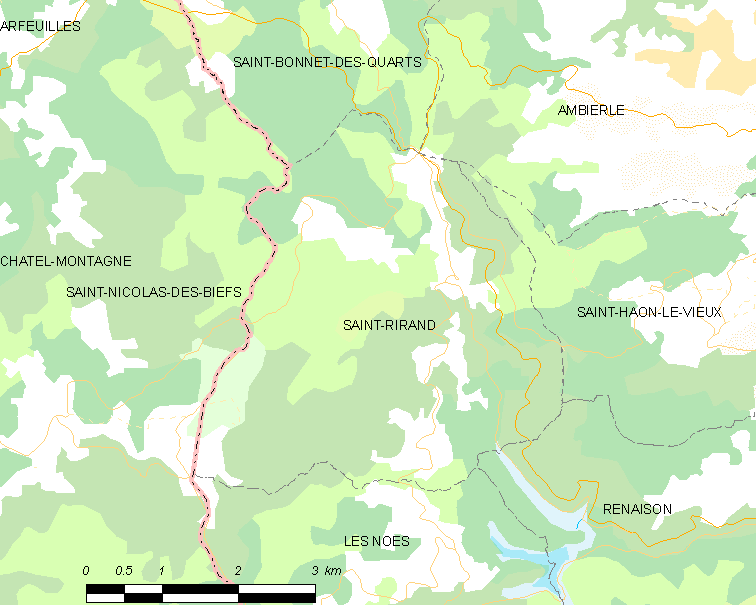
圣里朗的OSM定位图

圣里朗的时区为UTC+01:00、UTC+02:00（夏令时）。

## 行政
圣里朗的邮政编码为42370，INSEE市镇编码为42281。

## 政治
圣里朗所属的省级选区为勒奈松县。

## 人口

1962-2008年间圣里朗人口变化图示

圣里朗于2022年1月1日时的人口数量为130人。